# Liste des membres de la Chambre des représentants (Parlement belge)
Pour les articles homonymes, voir Chambre des représentants.

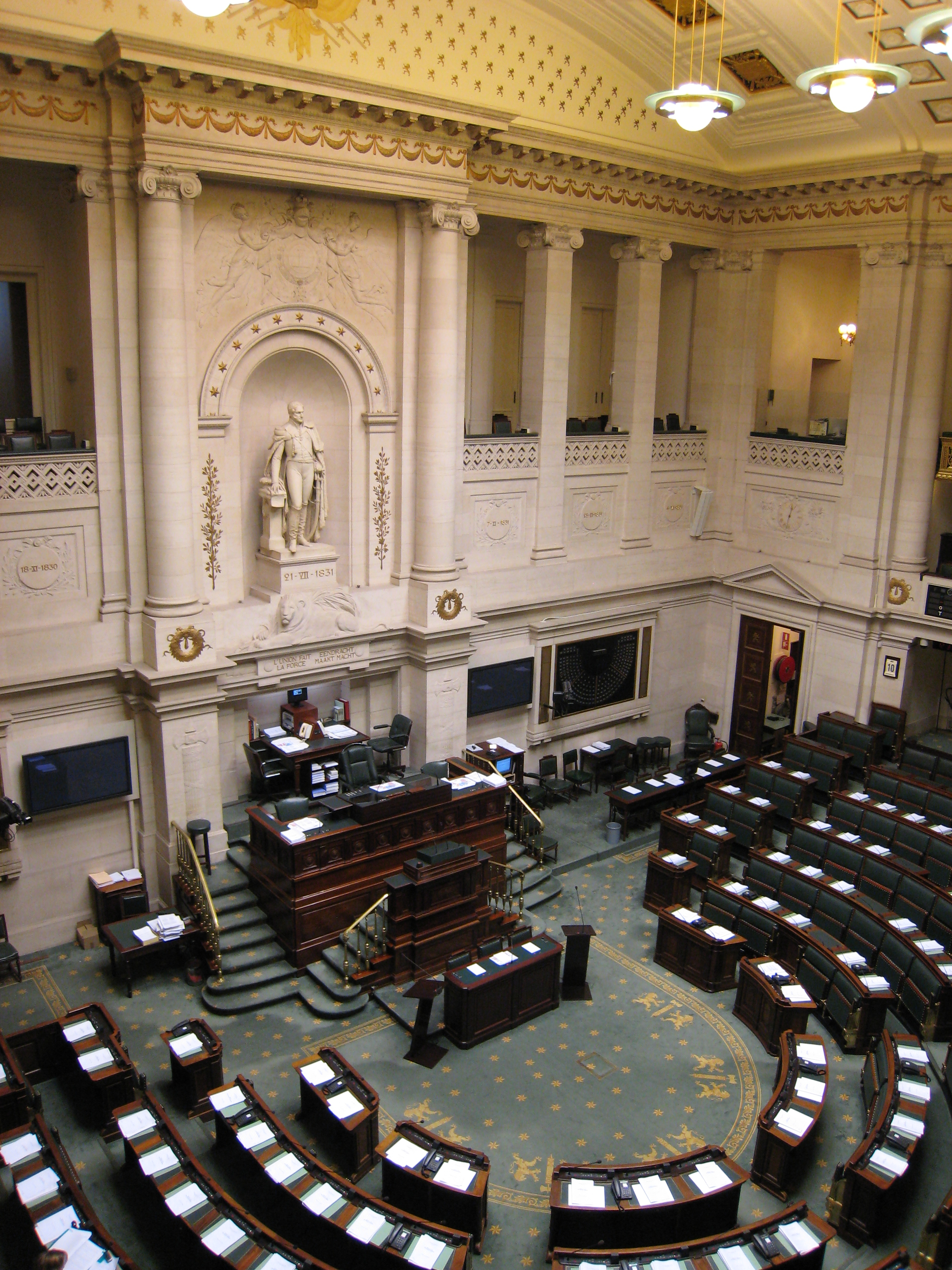
Hémicycle de la Chambre des représentants.

Le Parlement belge est une institution bicamérale. Il comprend une Chambre des représentants et un Sénat.
Jean Luc DE PAEPE & Christiane RAINDORF-GÉRARD ont publié la liste des membres de cette assemblée pour la période antérieure à l'adoption du suffrage universel tempéré par le vote plural : Le Parlement belge. 1831-1894. Données biographiques, Bruxelles, Académie royale de Belgique. Commission de la Biographie nationale, 1996, 645 pages.
Le deuxième volume des Biographies des membres des deux Chambres législatives. Session 1857-1858, par Eugène BOCHART, consacré aux Représentants (Bruxelles, M. Périchon - Librairie encyclopédique, 111 notices, avec portrait lithographiés par Colleye d'après des photographies de Brandt et Detrez sur les presses des Établissements lithographique de H. Borremans, Bruxelles) est consultable en ligne.
On consultera également avec profit le premier volume du Livre d'or de l'ordre de Léopold et de la croix de fer, par Ferdinand VELDEKENS, Bruxelles, Ch. Lelong, imprimeur-éditeur, XVLVI-481 pp.
De la même manière, la consultation du site http://www.unionisme.be/ peut se révéler utile. 
La liste qui suit sera complétée au fur et à mesure des besoins.
- Haut – A
- B
- C
- D
- E
- F
- G
- H
- I
- J
- K
- L
- M
- N
- O
- P
- Q
- R
- S
- T
- U
- V
- W
- X
- Y
- Z

## A
ALLARD, Henri
ANSIAU, Henri
ANSPACH, François

## B
Balisaux Émile

## C
COOMANS, Jean-Baptiste
COPPIETERS 'TWALLANT, Jean-Baptiste
COUPLET, Maurice
CROMBEZ, François

## D
DAUTREBANDE, François
DAVID, Victor
DE BAILLET-LATOUR, Georges
DE BAST, Camille
DE BOE, Hippolyte
DE BREYNE, Pierre
DE BRONCKART, Émile
DE BROUCKERE, Charles
DE BROUCKERE, Henri
DE CHENTINNES, Louis
DE DECKER, Pierre
DE FRÉ, Louis
DE HAERNE, Désiré
DE LA COSTE, Edmond
DELEXHY, Edmond
DELFOSSE, Nicolas
DE LIEDEKERKE-BEAUFORT, Adelin
DELIÈGE, Charles
DE LUESEMANS, Charles
Desmaisières, Léandre
DE MAN D'ATTENRODE, Jean
DE MÉRODE, Charles
DEMOOR, Jean-François
DE MUELENAERE, Félix
DE NAYER, Jean
DE PAUL, Charles
DE PERCEVAL, Armand
DE PERCEVAL, Jean-Henri
DE PITTEURS HIEGAERTS D'ORDANGE, Charles
DE PORTEMONT, Auguste
DE RASSE, Jules
DE RENESSE, Maximilien
DE RUDDERE DE TE LOKEREN, Mathieu
DE SMEDT, Jules
DE THEUX DE MEYLANDT, Barthélemy
DEVAUX, Paul
DE VRIÈRE, Adolphe
D'HOFFSCHMIDT DE RESTEIGNE, Constant
DOLEZ, Hubert
DU BUS DE GUSIGNIES, Albéric
DUMORTIER, Barthélemy
DUMORTIER, Henri
D'URSEL, Louis

## F
FAIGNART, André
FIEULLIEN, Corneille
FRÈRE, Hubert
FRISON, Léopold

## G
Gielen, Henri (nl)
Giroul Lucien
GOBLET D'ALVIELLA, Albert
GODIN, Édouard
GROSFILS, Pierre

## H
HERMANT, Albert

## J
JACQUEMYNS, Édouard
JAMAR, Alexandre
JANSSENS, Théodore
JOURET, Joseph
JOURET, Martin
JULLIOT, Louis

## L
LANDELOOS, Louis
LANGE, Hippolyte
LAUBRY, Émile
LE BAILLY DE TILLEGHEM, Philippe
LEBEAU, Charles
LEBEAU, Joseph
LELIÈVRE, Xavier
LESOINNE, Charles
LOOS, Jean-François

## M
MAGHERMAN, Yves
MALOU, Jules
MANILIUS, Ferdinand
MASCART, François
MONCHEUR, François
MOREAU, Gérard
MULLER,Clément

## N
NÉLIS, Guilaume
NEYT, Adolphe
NOTELTEIRS, Jean François

## O
OLIN, Xavier
ORTS, Auguste

## P
Pollenus, Eugène

## S
SABATIER, Gustave

## T
THIÉFRY, Charles

## V
VANDAM, Émile
VAN DEN BROUCKE DE TERBECQ, François
VANDERSTICHELEN, Jules
VERHAEGEN, Pierre
VERMEIRE, Charles

## W
WASSEIGE Armand